# Micronations: The Lonely Planet Guide to Home-Made Nations
Micronations: The Lonely Planet Guide to Home-Made Nations est un index géographique publié par Lonely Planet.
Il a également été publié sous le nom de Micronations: The Lonely Planet Guide to Self-Proclaimed Nations. Il a été écrit par John Ryan, George Dunford et Simon Sellars,,.
Le profil des micronations du livre donne des informations sur leurs drapeaux, dirigeants, devises, date de fondation, cartes et autres faits.

## Les micronations présentées dans le livre
- Principauté du Sealand
- Ville libre de Christiania
- Principauté de Hutt River
- Lovely (en)
- Whangamomona
- Royaume des Gays et des Lesbiennes des iles de la mer de Corail
- Elleore
- Ordre souverain de Malte
- Akhzivland
- L'Archipel de Northern Forest
- Seborga
- Freedonia
- Rough and Ready
- République de Molossia
- Empire des Etats Unis
- Empire Copeman
- Atlantium
- North Dumpling
- République de Kugelmugel
- Iles Lagoan
- Vikesland
- Royaume de Kiseean
- Romkerhall (en)
- Ibrosia
- Kemetia
- Talossa
- Empire aéricain
- Cascadia
- Trumania
- Royaume de Redonda
- Westarctica
- Borovnia
- République Maritime d'Eastport
- Rathnelly (en)
- Saugeais
- Baronnie de Caux
- Nutopia
- République de Conch
- Royaume de l'Anse-Saint-Jean
- Ladonia
- Domination de la Floride occidentale britannique
- Elsanor
- Principauté de Snake Hill (en)
- SoS - State of Sabotage (État du sabotage)